# Tomura umbiliobsessa
Tomura umbiliobsessa is een slakkensoort uit de familie van de Cornirostridae. De wetenschappelijke naam van de soort is voor het eerst geldig gepubliceerd in 2008 door Rolán & Rubio.